# Курсор (базы данных)
Курсор — поименованная область памяти, содержащая результирующий набор select запроса. Второе определение — это механизм обработки результирующего набора select запроса.

## Курсор в PL/SQL
В PL/SQL поддерживаются два типа курсоров:
- явный — объявляется разработчиком;
- неявный — не требует объявления.

Курсор может возвращать одну строку, несколько строк или ни одной строки.
Для повторного создания результирующего набора для других значений параметров курсор следует закрыть, а затем повторно открыть.
Курсор может быть объявлен в секциях объявлений любого блока PL/SQL, подпрограммы или пакета.

### Операторы управления явным курсором
- DECLARE — выполняет объявление явного курсора.
- OPEN — открывает курсор, создавая новый результирующий набор на базе указанного запроса.
- FETCH — выполняет последовательное извлечение строк из результирующего набора от начала до конца.
- CLOSE — закрывает курсор и освобождает занимаемые им ресурсы.

### Атрибуты курсора
- %ISOPEN — возвращает значение TRUE, если курсор открыт.
- %FOUND — определяет, найдена ли строка, удовлетворяющая условию.
- %NOTFOUND — возвращает TRUE, если строка не найдена.
- %ROWCOUNT — возвращает номер текущей строки.